# Emdenimyia vaurieae
Emdenimyia vaurieae är en tvåvingeart som beskrevs av Carroll William Dodge 1964. Emdenimyia vaurieae ingår i släktet Emdenimyia och familjen köttflugor. Inga underarter finns listade i Catalogue of Life.